# Liste der Gemeinden im Département Corrèze

Lage des Départements Corrèze

Das Département Corrèze liegt in der Region Nouvelle-Aquitaine in Frankreich. Es untergliedert sich in drei Arrondissements mit 277 Gemeinden (frz. communes) (Stand: 1. Januar 2025).
| Code INSEE | PLZ   | Gemeinde                        | Einwohner (Stand 1. Januar 2022) | Fläche in km² | Einwohner je km² | Kanton seit 30. März 2015 Kanton bis zum 29. März 2015 | Arrondissement seit 2017 Arrondissement bis 2016 | Gemeindeverband                |
| ---------- | ----- | ------------------------------- | -------------------------------- | ------------- | ---------------- | --- | ------------------------------------------------ | ------------------------------ |
| 19001      | 19260 | Affieux                         | 376                              | 30,19         | 12               | Seilhac-Monédières Treignac | Tulle                                            | Vézère-Monédières-Millesources |
| 19002      | 19200 | Aix                             | 367                              | 48,02         | 8                | Ussel Eygurande | Ussel                                            | Haute-Corrèze Communauté       |
| 19003      | 19190 | Albignac                        | 235                              | 9,74          | 24               | Midi Corrézien Beynat | Brive-la-Gaillarde                               | Midi Corrézien                 |
| 19004      | 19380 | Albussac                        | 730                              | 36,26         | 20               | Argentat-sur-Dordogne | Tulle                                            | Xaintrie Val’Dordogne          |
| 19005      | 19240 | Allassac                        | 4050                             | 39,01         | 104              | Allassac Donzenac | Brive-la-Gaillarde                               | Bassin de Brive                |
| 19006      | 19200 | Alleyrat                        | 103                              | 14,76         | 7                | Plateau de Millevaches Meymac | Ussel                                            | Haute-Corrèze Communauté       |
| 19007      | 19120 | Altillac                        | 827                              | 25,23         | 33               | Argentat-sur-Dordogne Mercœur | Brive-la-Gaillarde Tulle                         | Midi Corrézien                 |
| 19008      | 19250 | Ambrugeat                       | 209                              | 29,57         | 7                | Plateau de Millevaches Meymac | Ussel                                            | Haute-Corrèze Communauté       |
| 19010      | 19400 | Argentat-sur-Dordogne           | 2857                             | 29,57         | 97               | Argentat-sur-Dordogne | Tulle                                            | Xaintrie Val’Dordogne          |
| 19011      | 19230 | Arnac-Pompadour                 | 1206                             | 15,09         | 80               | Uzerche Lubersac | Brive-la-Gaillarde                               | Pays de Lubersac-Pompadour     |
| 19012      | 19120 | Astaillac                       | 207                              | 7,35          | 28               | Midi Corrézien Beaulieu-sur-Dordogne | Brive-la-Gaillarde                               | Midi Corrézien                 |
| 19013      | 19190 | Aubazines                       | 860                              | 14,10         | 61               | Midi Corrézien Beynat | Brive-la-Gaillarde                               | Midi Corrézien                 |
| 19014      | 19220 | Auriac                          | 219                              | 34,89         | 6                | Argentat-sur-Dordogne Saint-Privat | Tulle                                            | Xaintrie Val’Dordogne          |
| 19015      | 19310 | Ayen                            | 712                              | 13,16         | 54               | L’Yssandonnais Ayen | Brive-la-Gaillarde                               | Bassin de Brive                |
| 19016      | 19800 | Bar                             | 307                              | 20,82         | 15               | Naves Corrèze | Tulle                                            | Tulle Agglo                    |
| 19017      | 19430 | Bassignac-le-Bas                | 82                               | 12,29         | 7                | Argentat-sur-Dordogne Mercœur | Tulle                                            | Xaintrie Val’Dordogne          |
| 19018      | 19220 | Bassignac-le-Haut               | 152                              | 18,37         | 8                | Argentat-sur-Dordogne Saint-Privat | Tulle                                            | Xaintrie Val’Dordogne          |
| 19019      | 19120 | Beaulieu-sur-Dordogne           | 1310                             | 16,89         | 78               | Midi Corrézien | Brive-la-Gaillarde                               | Midi Corrézien                 |
| 19020      | 19390 | Beaumont                        | 115                              | 10,90         | 11               | Seilhac-Monédières Seilhac | Tulle                                            | Tulle Agglo                    |
| 19021      | 19290 | Bellechassagne                  | 100                              | 13,34         | 7                | Plateau de Millevaches Sornac | Ussel                                            | Haute-Corrèze Communauté       |
| 19022      | 19510 | Benayes                         | 222                              | 23,12         | 10               | Uzerche Lubersac | Brive-la-Gaillarde                               | Pays de Lubersac-Pompadour     |
| 19023      | 19190 | Beynat                          | 1281                             | 34,84         | 37               | Midi Corrézien Beynat | Brive-la-Gaillarde                               | Midi Corrézien                 |
| 19024      | 19230 | Beyssac                         | 487                              | 21,32         | 23               | Uzerche Lubersac | Brive-la-Gaillarde                               | Pays de Lubersac-Pompadour     |
| 19025      | 19230 | Beyssenac                       | 356                              | 18,30         | 19               | Uzerche Lubersac | Brive-la-Gaillarde                               | Pays de Lubersac-Pompadour     |
| 19026      | 19120 | Bilhac                          | 246                              | 6,99          | 35               | Midi Corrézien Beaulieu-sur-Dordogne | Brive-la-Gaillarde                               | Midi Corrézien                 |
| 19027      | 19170 | Bonnefond                       | 114                              | 45,06         | 3                | Plateau de Millevaches Bugeat | Tulle Ussel                                      | Vézère-Monédières-Millesources |
| 19028      | 19110 | Bort-les-Orgues                 | 2487                             | 15,07         | 165              | Haute-Dordogne Bort-les-Orgues | Ussel                                            | Haute-Corrèze Communauté       |
| 19029      | 19500 | Branceilles                     | 276                              | 11,59         | 24               | Midi Corrézien Meyssac | Brive-la-Gaillarde                               | Midi Corrézien                 |
| 19030      | 19310 | Brignac-la-Plaine               | 967                              | 18,72         | 52               | L’Yssandonnais Ayen | Brive-la-Gaillarde                               | Bassin de Brive                |
| 19031      | 19100 | Brive-la-Gaillarde              | 46.769                           | 48,59         | 963              | Brive-la-Gaillarde-1 Brive-la-Gaillarde-2 Brive-la-Gaillarde-3 Brive-la-Gaillarde-4 Brive-la-Gaillarde-Centre Brive-la-Gaillarde-Nord-Est Brive-la-Gaillarde-Nord-Ouest Brive-la-Gaillarde-Sud-Est Brive-la-Gaillarde-Sud-Ouest | Brive-la-Gaillarde                               | Bassin de Brive                |
| 19033      | 19170 | Bugeat                          | 741                              | 30,99         | 24               | Plateau de Millevaches Bugeat | Tulle Ussel                                      | Vézère-Monédières-Millesources |
| 19034      | 19430 | Camps-Saint-Mathurin-Léobazel   | 208                              | 34,08         | 6                | Argentat-sur-Dordogne Mercœur | Tulle                                            | Xaintrie Val’Dordogne          |
| 19035      | 19350 | Chabrignac                      | 528                              | 11,04         | 48               | L’Yssandonnais Juillac | Brive-la-Gaillarde                               | Bassin de Brive                |
| 19036      | 19370 | Chamberet                       | 1422                             | 69,85         | 20               | Seilhac-Monédières Treignac | Tulle                                            | Vézère-Monédières-Millesources |
| 19037      | 19450 | Chamboulive                     | 1158                             | 46,80         | 25               | Seilhac-Monédières Seilhac | Tulle                                            | Tulle Agglo                    |
| 19038      | 19330 | Chameyrat                       | 1492                             | 18,95         | 79               | Naves Tulle-Campagne-Nord | Tulle                                            | Tulle Agglo                    |
| 19039      | 19320 | Champagnac-la-Noaille           | 230                              | 25,47         | 9                | Égletons | Ussel Tulle                                      | Ventadour-Égletons-Monédières  |
| 19040      | 19320 | Champagnac-la-Prune             | 150                              | 13,27         | 11               | Sainte-Fortunade La Roche-Canillac | Tulle                                            | Tulle Agglo                    |
| 19041      | 19150 | Chanac-les-Mines                | 421                              | 13,26         | 32               | Sainte-Fortunade Tulle-Campagne-Sud | Tulle                                            | Tulle Agglo                    |
| 19042      | 19330 | Chanteix                        | 615                              | 19,47         | 32               | Seilhac-Monédières Seilhac | Tulle                                            | Tulle Agglo                    |
| 19046      | 19300 | Chapelle-Spinasse               | 113                              | 5,89          | 19               | Égletons | Ussel Tulle                                      | Ventadour-Égletons-Monédières  |
| 19047      | 19600 | Chartrier-Ferrière              | 377                              | 15,16         | 25               | Saint-Pantaléon-de-Larche Larche | Brive-la-Gaillarde                               | Bassin de Brive                |
| 19049      | 19600 | Chasteaux                       | 747                              | 18,75         | 40               | Saint-Pantaléon-de-Larche Larche | Brive-la-Gaillarde                               | Bassin de Brive                |
| 19050      | 19500 | Chauffour-sur-Vell              | 413                              | 7,19          | 57               | Midi Corrézien Meyssac | Brive-la-Gaillarde                               | Midi Corrézien                 |
| 19051      | 19390 | Chaumeil                        | 166                              | 31,70         | 5                | Égletons Corrèze | Ussel Tulle                                      | Ventadour-Égletons-Monédières  |
| 19052      | 19290 | Chavanac                        | 49                               | 9,85          | 5                | Plateau de Millevaches Sornac | Ussel                                            | Haute-Corrèze Communauté       |
| 19053      | 19200 | Chaveroche                      | 272                              | 18,26         | 15               | Plateau de Millevaches Ussel-Ouest | Ussel                                            | Haute-Corrèze Communauté       |
| 19054      | 19120 | Chenailler-Mascheix             | 214                              | 15,82         | 14               | Midi Corrézien Beaulieu-sur-Dordogne | Brive-la-Gaillarde                               | Midi Corrézien                 |
| 19055      | 19160 | Chirac-Bellevue                 | 277                              | 20,65         | 13               | Haute-Dordogne Neuvic | Ussel                                            | Haute-Corrèze Communauté       |
| 19056      | 19320 | Clergoux                        | 411                              | 16,11         | 26               | Sainte-Fortunade La Roche-Canillac | Tulle                                            | Tulle Agglo                    |
| 19057      | 19500 | Collonges-la-Rouge              | 478                              | 14,31         | 33               | Midi Corrézien Meyssac | Brive-la-Gaillarde                               | Midi Corrézien                 |
| 19058      | 19250 | Combressol                      | 385                              | 25,43         | 15               | Plateau de Millevaches Meymac | Ussel                                            | Haute-Corrèze Communauté       |
| 19059      | 19350 | Concèze                         | 384                              | 13,44         | 29               | L’Yssandonnais Juillac | Brive-la-Gaillarde                               | Pays de Lubersac-Pompadour     |
| 19060      | 19140 | Condat-sur-Ganaveix             | 648                              | 37,52         | 17               | Uzerche | Tulle                                            | Pays d’Uzerche                 |
| 19167      | 19200 | Confolent-Port-Dieu             | 41                               | 8,47          | 5                | Haute-Dordogne Bort-les-Orgues | Ussel                                            | Haute-Corrèze Communauté       |
| 19061      | 19150 | Cornil                          | 1283                             | 19,66         | 65               | Sainte-Fortunade Tulle-Campagne-Sud | Tulle                                            | Tulle Agglo                    |
| 19062      | 19800 | Corrèze                         | 1173                             | 34,16         | 34               | Naves Corrèze | Tulle                                            | Tulle Agglo                    |
| 19063      | 19360 | Cosnac                          | 3042                             | 19,98         | 152              | Brive-la-Gaillarde-3 Brive-la-Gaillarde-Sud-Est | Brive-la-Gaillarde                               | Bassin de Brive                |
| 19064      | 19340 | Couffy-sur-Sarsonne             | 71                               | 14,05         | 5                | Ussel Eygurande | Ussel                                            | Haute-Corrèze Communauté       |
| 19065      | 19340 | Courteix                        | 64                               | 10,09         | 6                | Ussel Eygurande | Ussel                                            | Haute-Corrèze Communauté       |
| 19066      | 19520 | Cublac                          | 1730                             | 20,18         | 86               | Saint-Pantaléon-de-Larche Larche | Brive-la-Gaillarde                               | Bassin de Brive                |
| 19067      | 19500 | Curemonte                       | 215                              | 8,83          | 24               | Midi Corrézien Meyssac | Brive-la-Gaillarde                               | Midi Corrézien                 |
| 19068      | 19360 | Dampniat                        | 707                              | 15,38         | 46               | Malemort | Brive-la-Gaillarde                               | Bassin de Brive                |
| 19069      | 19220 | Darazac                         | 144                              | 14,55         | 10               | Argentat-sur-Dordogne Saint-Privat | Tulle                                            | Xaintrie Val’Dordogne          |
| 19070      | 19300 | Darnets                         | 309                              | 25,42         | 12               | Plateau de Millevaches Meymac | Ussel                                            | Ventadour-Égletons-Monédières  |
| 19071      | 19250 | Davignac                        | 233                              | 30,14         | 8                | Plateau de Millevaches Meymac | Ussel                                            | Haute-Corrèze Communauté       |
| 19072      | 19270 | Donzenac                        | 2714                             | 24,24         | 112              | Allassac Donzenac | Brive-la-Gaillarde                               | Bassin de Brive                |
| 19073      | 19300 | Égletons                        | 4336                             | 16,85         | 257              | Égletons | Ussel Tulle                                      | Ventadour-Égletons-Monédières  |
| 19075      | 19150 | Espagnac                        | 381                              | 23,63         | 16               | Sainte-Fortunade La Roche-Canillac | Tulle                                            | Tulle Agglo                    |
| 19076      | 19140 | Espartignac                     | 409                              | 14,03         | 29               | Uzerche | Tulle                                            | Pays d’Uzerche                 |
| 19077      | 19600 | Estivals                        | 136                              | 8,88          | 15               | Saint-Pantaléon-de-Larche Brive-la-Gaillarde-Sud-Ouest | Brive-la-Gaillarde                               | Bassin de Brive                |
| 19078      | 19410 | Estivaux                        | 408                              | 16,58         | 25               | Allassac Vigeois | Brive-la-Gaillarde                               | Bassin de Brive                |
| 19079      | 19140 | Eyburie                         | 488                              | 29,14         | 17               | Uzerche | Tulle                                            | Pays d’Uzerche                 |
| 19080      | 19340 | Eygurande                       | 684                              | 34,37         | 20               | Ussel Eygurande | Ussel                                            | Haute-Corrèze Communauté       |
| 19081      | 19800 | Eyrein                          | 510                              | 26,39         | 19               | Sainte-Fortunade Corrèze | Tulle                                            | Tulle Agglo                    |
| 19082      | 19330 | Favars                          | 1121                             | 11,88         | 94               | Naves Tulle-Campagne-Nord | Tulle                                            | Tulle Agglo                    |
| 19083      | 19340 | Feyt                            | 112                              | 19,56         | 6                | Ussel Eygurande | Ussel                                            | Haute-Corrèze Communauté       |
| 19084      | 19380 | Forgès                          | 258                              | 10,43         | 25               | Argentat-sur-Dordogne | Tulle                                            | Xaintrie Val’Dordogne          |
| 19085      | 19800 | Gimel-les-Cascades              | 765                              | 20,86         | 37               | Naves Tulle-Campagne-Sud | Tulle                                            | Tulle Agglo                    |
| 19086      | 19430 | Goulles                         | 327                              | 33,40         | 10               | Argentat-sur-Dordogne Mercœur | Tulle                                            | Xaintrie Val’Dordogne          |
| 19087      | 19170 | Gourdon-Murat                   | 85                               | 15,81         | 5                | Plateau de Millevaches Bugeat | Tulle Ussel                                      | Vézère-Monédières-Millesources |
| 19088      | 19300 | Grandsaigne                     | 48                               | 19,92         | 2                | Plateau de Millevaches Bugeat | Tulle Ussel                                      | Vézère-Monédières-Millesources |
| 19089      | 19320 | Gros-Chastang                   | 184                              | 13,37         | 14               | Sainte-Fortunade La Roche-Canillac | Tulle                                            | Tulle Agglo                    |
| 19090      | 19320 | Gumond                          | 99                               | 9,87          | 10               | Sainte-Fortunade La Roche-Canillac | Tulle                                            | Tulle Agglo                    |
| 19091      | 19400 | Hautefage                       | 316                              | 24,06         | 13               | Argentat-sur-Dordogne Saint-Privat | Tulle                                            | Xaintrie Val’Dordogne          |
| 19093      | 19500 | Jugeals-Nazareth                | 951                              | 10,95         | 87               | Saint-Pantaléon-de-Larche Brive-la-Gaillarde-Sud-Ouest | Brive-la-Gaillarde                               | Bassin de Brive                |
| 19094      | 19350 | Juillac                         | 1147                             | 33,14         | 35               | L’Yssandonnais Juillac | Brive-la-Gaillarde                               | Bassin de Brive                |
| 19074      | 19170 | L’Église-aux-Bois               | 51                               | 16,20         | 3                | Seilhac-Monédières Treignac | Tulle                                            | Vézère-Monédières-Millesources |
| 19043      | 19360 | La Chapelle-aux-Brocs           | 460                              | 4,99          | 92               | Brive-la-Gaillarde-3 Malemort | Brive-la-Gaillarde                               | Bassin de Brive                |
| 19044      | 19120 | La Chapelle-aux-Saints          | 260                              | 4,72          | 55               | Midi Corrézien Beaulieu-sur-Dordogne | Brive-la-Gaillarde                               | Midi Corrézien                 |
| 19045      | 19430 | La Chapelle-Saint-Géraud        | 196                              | 17,59         | 11               | Argentat-sur-Dordogne Mercœur | Tulle                                            | Xaintrie Val’Dordogne          |
| 19174      | 19320 | La Roche-Canillac               | 127                              | 3,02          | 42               | Sainte-Fortunade La Roche-Canillac | Tulle                                            | Tulle Agglo                    |
| 19095      | 19170 | Lacelle                         | 136                              | 20,58         | 7                | Seilhac-Monédières Treignac | Tulle                                            | Vézère-Monédières-Millesources |
| 19096      | 19150 | Ladignac-sur-Rondelles          | 405                              | 10,18         | 40               | Sainte-Fortunade Tulle-Campagne-Sud | Tulle                                            | Tulle Agglo                    |
| 19097      | 19320 | Lafage-sur-Sombre               | 135                              | 18,94         | 7                | Égletons Lapleau | Ussel Tulle                                      | Ventadour-Égletons-Monédières  |
| 19098      | 19150 | Lagarde-Marc-la-Tour            | 935                              | 28,14         | 33               | Sainte-Fortunade | Tulle                                            | Tulle Agglo                    |
| 19099      | 19500 | Lagleygeolle                    | 224                              | 19,54         | 11               | Midi Corrézien Meyssac | Brive-la-Gaillarde                               | Midi Corrézien                 |
| 19100      | 19700 | Lagraulière                     | 1189                             | 30,75         | 39               | Seilhac-Monédières Seilhac | Tulle                                            | Tulle Agglo                    |
| 19101      | 19150 | Laguenne-sur-Avalouze           | 1565                             | 12,15         | 129              | Sainte-Fortunade | Tulle                                            | Tulle Agglo                    |
| 19102      | 19160 | Lamazière-Basse                 | 281                              | 44,04         | 6                | Haute-Dordogne Neuvic | Ussel                                            | Haute-Corrèze Communauté       |
| 19103      | 19340 | Lamazière-Haute                 | 66                               | 15,31         | 4                | Ussel Eygurande | Ussel                                            | Haute-Corrèze Communauté       |
| 19104      | 19510 | Lamongerie                      | 124                              | 12,15         | 10               | Uzerche | Tulle                                            | Pays d’Uzerche                 |
| 19105      | 19190 | Lanteuil                        | 504                              | 22,47         | 22               | Midi Corrézien Beynat | Brive-la-Gaillarde                               | Midi Corrézien                 |
| 19106      | 19550 | Lapleau                         | 386                              | 17,76         | 22               | Égletons Lapleau | Ussel Tulle                                      | Ventadour-Égletons-Monédières  |
| 19107      | 19600 | Larche                          | 1654                             | 5,74          | 288              | Saint-Pantaléon-de-Larche Larche | Brive-la-Gaillarde                               | Bassin de Brive                |
| 19108      | 19340 | Laroche-près-Feyt               | 79                               | 17,24         | 5                | Ussel Eygurande | Ussel                                            | Haute-Corrèze Communauté       |
| 19109      | 19130 | Lascaux                         | 226                              | 7,26          | 31               | L’Yssandonnais Juillac | Brive-la-Gaillarde                               | Bassin de Brive                |
| 19110      | 19160 | Latronche                       | 114                              | 19,79         | 6                | Haute-Dordogne Lapleau | Ussel Tulle                                      | Haute-Corrèze Communauté       |
| 19111      | 19550 | Laval-sur-Luzège                | 102                              | 16,94         | 6                | Égletons Lapleau | Ussel Tulle                                      | Ventadour-Égletons-Monédières  |
| 19048      | 19190 | Le Chastang                     | 348                              | 7,87          | 44               | Sainte-Fortunade Tulle-Campagne-Sud | Tulle                                            | Tulle Agglo                    |
| 19118      | 19470 | Le Lonzac                       | 819                              | 35,97         | 23               | Seilhac-Monédières Treignac | Tulle                                            | Tulle Agglo                    |
| 19163      | 19190 | Le Pescher                      | 358                              | 11,18         | 32               | Midi Corrézien Beynat | Brive-la-Gaillarde                               | Midi Corrézien                 |
| 19009      | 19000 | Les Angles-sur-Corrèze          | 126                              | 4,73          | 27               | Naves Tulle-Campagne-Sud | Tulle                                            | Tulle Agglo                    |
| 19112      | 19170 | Lestards                        | 115                              | 18,52         | 6                | Plateau de Millevaches Bugeat | Tulle Ussel                                      | Vézère-Monédières-Millesources |
| 19248      | 19140 | Les Trois-Saints                | 1367                             | 63,20         | 22               | Uzerche | Tulle                                            | Pays d’Uzerche                 |
| 19113      | 19160 | Liginiac                        | 657                              | 28,53         | 23               | Haute-Dordogne Neuvic | Ussel                                            | Haute-Corrèze Communauté       |
| 19114      | 19200 | Lignareix                       | 162                              | 9,38          | 17               | Plateau de Millevaches Ussel-Ouest | Ussel                                            | Haute-Corrèze Communauté       |
| 19115      | 19500 | Ligneyrac                       | 293                              | 8,36          | 35               | Midi Corrézien Meyssac | Brive-la-Gaillarde                               | Midi Corrézien                 |
| 19116      | 19120 | Liourdres                       | 266                              | 5,91          | 45               | Midi Corrézien Beaulieu-sur-Dordogne | Brive-la-Gaillarde                               | Midi Corrézien                 |
| 19117      | 19600 | Lissac-sur-Couze                | 688                              | 12,62         | 55               | Saint-Pantaléon-de-Larche Larche | Brive-la-Gaillarde                               | Bassin de Brive                |
| 19119      | 19500 | Lostanges                       | 152                              | 9,47          | 16               | Midi Corrézien Meyssac | Brive-la-Gaillarde                               | Midi Corrézien                 |
| 19120      | 19310 | Louignac                        | 244                              | 21,91         | 11               | L’Yssandonnais Ayen | Brive-la-Gaillarde                               | Bassin de Brive                |
| 19121      | 19210 | Lubersac                        | 2253                             | 57,46         | 39               | Uzerche Lubersac | Brive-la-Gaillarde                               | Pays de Lubersac-Pompadour     |
| 19122      | 19470 | Madranges                       | 168                              | 12,88         | 13               | Seilhac-Monédières Treignac | Tulle                                            | Vézère-Monédières-Millesources |
| 19123      | 19360 | Malemort                        | 7995                             | 19,65         | 407              | Malemort | Brive-la-Gaillarde                               | Bassin de Brive                |
| 19124      | 19520 | Mansac                          | 1542                             | 18,40         | 84               | Saint-Pantaléon-de-Larche Larche | Brive-la-Gaillarde                               | Bassin de Brive                |
| 19125      | 19320 | Marcillac-la-Croisille          | 853                              | 38,69         | 22               | Égletons La Roche-Canillac | Ussel Tulle                                      | Ventadour-Égletons-Monédières  |
| 19126      | 19500 | Marcillac-la-Croze              | 176                              | 6,08          | 29               | Midi Corrézien Meyssac | Brive-la-Gaillarde                               | Midi Corrézien                 |
| 19128      | 19200 | Margerides                      | 284                              | 11,80         | 24               | Haute-Dordogne Bort-les-Orgues | Ussel                                            | Haute-Corrèze Communauté       |
| 19129      | 19510 | Masseret                        | 670                              | 13,55         | 49               | Uzerche | Tulle                                            | Pays d’Uzerche                 |
| 19130      | 19250 | Maussac                         | 446                              | 13,78         | 32               | Plateau de Millevaches Meymac | Ussel                                            | Haute-Corrèze Communauté       |
| 19131      | 19510 | Meilhards                       | 538                              | 44,99         | 12               | Uzerche | Tulle                                            | Pays d’Uzerche                 |
| 19132      | 19190 | Ménoire                         | 136                              | 6,43          | 21               | Midi Corrézien Argentat-sur-Dordogne | Brive-la-Gaillarde Tulle                         | Midi Corrézien                 |
| 19133      | 19430 | Mercœur                         | 232                              | 29,94         | 8                | Argentat-sur-Dordogne Mercœur | Tulle                                            | Xaintrie Val’Dordogne          |
| 19134      | 19340 | Merlines                        | 726                              | 14,07         | 52               | Ussel Eygurande | Ussel                                            | Haute-Corrèze Communauté       |
| 19135      | 19200 | Mestes                          | 340                              | 11,45         | 30               | Haute-Dordogne Ussel-Est | Ussel                                            | Haute-Corrèze Communauté       |
| 19136      | 19250 | Meymac                          | 2326                             | 87,15         | 27               | Plateau de Millevaches Meymac | Ussel                                            | Haute-Corrèze Communauté       |
| 19137      | 19800 | Meyrignac-l’Église              | 63                               | 10,22         | 6                | Naves Corrèze | Ussel Tulle                                      | Ventadour-Égletons-Monédières  |
| 19138      | 19500 | Meyssac                         | 1290                             | 11,56         | 112              | Midi Corrézien Meyssac | Brive-la-Gaillarde                               | Midi Corrézien                 |
| 19139      | 19290 | Millevaches                     | 77                               | 11,54         | 7                | Plateau de Millevaches Sornac | Ussel                                            | Haute-Corrèze Communauté       |
| 19140      | 19400 | Monceaux-sur-Dordogne           | 630                              | 36,93         | 17               | Argentat-sur-Dordogne | Tulle                                            | Xaintrie Val’Dordogne          |
| 19141      | 19340 | Monestier-Merlines              | 292                              | 9,48          | 31               | Ussel Eygurande | Ussel                                            | Haute-Corrèze Communauté       |
| 19142      | 19110 | Monestier-Port-Dieu             | 133                              | 18,00         | 7                | Haute-Dordogne Bort-les-Orgues | Ussel                                            | Haute-Corrèze Communauté       |
| 19143      | 19300 | Montaignac-sur-Doustre          | 634                              | 32,70         | 19               | Égletons | Ussel Tulle                                      | Ventadour-Égletons-Monédières  |
| 19144      | 19210 | Montgibaud                      | 251                              | 13,99         | 18               | Uzerche Lubersac | Brive-la-Gaillarde                               | Pays de Lubersac-Pompadour     |
| 19145      | 19300 | Moustier-Ventadour              | 430                              | 29,85         | 14               | Égletons | Ussel Tulle                                      | Ventadour-Égletons-Monédières  |
| 19146      | 19460 | Naves                           | 2318                             | 35,93         | 65               | Naves Tulle-Campagne-Nord | Tulle                                            | Tulle Agglo                    |
| 19147      | 19600 | Nespouls                        | 641                              | 20,14         | 32               | Saint-Pantaléon-de-Larche Brive-la-Gaillarde-Sud-Ouest | Brive-la-Gaillarde                               | Bassin de Brive                |
| 19148      | 19160 | Neuvic                          | 1597                             | 72,88         | 22               | Haute-Dordogne Neuvic | Ussel                                            | Haute-Corrèze Communauté       |
| 19149      | 19380 | Neuville                        | 203                              | 14,29         | 14               | Argentat-sur-Dordogne | Tulle                                            | Xaintrie Val’Dordogne          |
| 19150      | 19500 | Noailhac                        | 351                              | 13,51         | 26               | Midi Corrézien Meyssac | Brive-la-Gaillarde                               | Midi Corrézien                 |
| 19151      | 19600 | Noailles                        | 945                              | 12,57         | 75               | Saint-Pantaléon-de-Larche Brive-la-Gaillarde-Sud-Ouest | Brive-la-Gaillarde                               | Bassin de Brive                |
| 19152      | 19120 | Nonards                         | 478                              | 11,10         | 43               | Midi Corrézien Beaulieu-sur-Dordogne | Brive-la-Gaillarde                               | Midi Corrézien                 |
| 19153      | 19130 | Objat                           | 3737                             | 9,57          | 390              | L’Yssandonnais Ayen | Brive-la-Gaillarde                               | Bassin de Brive                |
| 19154      | 19410 | Orgnac-sur-Vézère               | 321                              | 18,76         | 17               | Allassac Vigeois | Tulle Brive-la-Gaillarde                         | Pays d’Uzerche                 |
| 19155      | 19390 | Orliac-de-Bar                   | 256                              | 14,97         | 17               | Naves Corrèze | Tulle                                            | Tulle Agglo                    |
| 19156      | 19190 | Palazinges                      | 167                              | 5,25          | 32               | Midi Corrézien Beynat | Brive-la-Gaillarde                               | Midi Corrézien                 |
| 19157      | 19160 | Palisse                         | 220                              | 32,89         | 7                | Haute-Dordogne Neuvic | Ussel                                            | Haute-Corrèze Communauté       |
| 19158      | 19150 | Pandrignes                      | 167                              | 8,45          | 20               | Sainte-Fortunade Tulle-Campagne-Sud | Tulle                                            | Tulle Agglo                    |
| 19159      | 19300 | Péret-Bel-Air                   | 84                               | 15,49         | 5                | Plateau de Millevaches Meymac | Ussel                                            | Ventadour-Égletons-Monédières  |
| 19160      | 19170 | Pérols-sur-Vézère               | 199                              | 46,98         | 4                | Plateau de Millevaches Bugeat | Ussel                                            | Haute-Corrèze Communauté       |
| 19161      | 19310 | Perpezac-le-Blanc               | 431                              | 19,42         | 22               | L’Yssandonnais Ayen | Brive-la-Gaillarde                               | Bassin de Brive                |
| 19162      | 19410 | Perpezac-le-Noir                | 1254                             | 24,79         | 51               | Allassac Vigeois | Tulle Brive-la-Gaillarde                         | Pays d’Uzerche                 |
| 19164      | 19290 | Peyrelevade                     | 831                              | 66,43         | 13               | Plateau de Millevaches Sornac | Ussel                                            | Haute-Corrèze Communauté       |
| 19165      | 19260 | Peyrissac                       | 127                              | 5,89          | 22               | Seilhac-Monédières Treignac | Tulle                                            | Vézère-Monédières-Millesources |
| 19166      | 19450 | Pierrefitte                     | 93                               | 10,01         | 9                | Seilhac-Monédières Seilhac | Tulle                                            | Tulle Agglo                    |
| 19168      | 19170 | Pradines                        | 86                               | 19,59         | 4                | Plateau de Millevaches Bugeat | Tulle Ussel                                      | Vézère-Monédières-Millesources |
| 19169      | 19120 | Puy-d’Arnac                     | 293                              | 12,27         | 24               | Midi Corrézien Beaulieu-sur-Dordogne | Brive-la-Gaillarde                               | Midi Corrézien                 |
| 19170      | 19120 | Queyssac-les-Vignes             | 235                              | 11,13         | 21               | Midi Corrézien Beaulieu-sur-Dordogne | Brive-la-Gaillarde                               | Midi Corrézien                 |
| 19171      | 19430 | Reygade                         | 181                              | 13,94         | 13               | Argentat-sur-Dordogne Mercœur | Tulle                                            | Xaintrie Val’Dordogne          |
| 19172      | 19260 | Rilhac-Treignac                 | 116                              | 9,42          | 12               | Seilhac-Monédières Treignac | Tulle                                            | Vézère-Monédières-Millesources |
| 19173      | 19220 | Rilhac-Xaintrie                 | 306                              | 25,31         | 12               | Argentat-sur-Dordogne Saint-Privat | Tulle                                            | Xaintrie Val’Dordogne          |
| 19175      | 19160 | Roche-le-Peyroux                | 98                               | 7,15          | 14               | Haute-Dordogne Neuvic | Ussel                                            | Haute-Corrèze Communauté       |
| 19176      | 19300 | Rosiers-d’Égletons              | 1087                             | 38,18         | 28               | Égletons | Ussel Tulle                                      | Ventadour-Égletons-Monédières  |
| 19177      | 19350 | Rosiers-de-Juillac              | 175                              | 9,85          | 18               | L’Yssandonnais Juillac | Brive-la-Gaillarde                               | Bassin de Brive                |
| 19178      | 19270 | Sadroc                          | 1000                             | 19,26         | 52               | Allassac Donzenac | Brive-la-Gaillarde                               | Bassin de Brive                |
| 19179      | 19500 | Saillac                         | 210                              | 4,25          | 49               | Midi Corrézien Meyssac | Brive-la-Gaillarde                               | Midi Corrézien                 |
| 19180      | 19200 | Saint-Angel                     | 705                              | 47,54         | 15               | Plateau de Millevaches Ussel-Ouest | Ussel                                            | Haute-Corrèze Communauté       |
| 19181      | 19390 | Saint-Augustin                  | 417                              | 29,31         | 14               | Naves Corrèze | Tulle                                            | Tulle Agglo                    |
| 19182      | 19130 | Saint-Aulaire                   | 769                              | 10,79         | 71               | L’Yssandonnais Ayen | Brive-la-Gaillarde                               | Bassin de Brive                |
| 19184      | 19500 | Saint-Bazile-de-Meyssac         | 137                              | 4,47          | 31               | Midi Corrézien Meyssac | Brive-la-Gaillarde                               | Midi Corrézien                 |
| 19186      | 19380 | Saint-Bonnet-Elvert             | 226                              | 18,37         | 12               | Argentat-sur-Dordogne | Tulle                                            | Xaintrie Val’Dordogne          |
| 19188      | 19410 | Saint-Bonnet-l’Enfantier        | 413                              | 11,78         | 35               | Allassac Vigeois | Brive-la-Gaillarde                               | Bassin de Brive                |
| 19187      | 19130 | Saint-Bonnet-la-Rivière         | 404                              | 10,11         | 40               | L’Yssandonnais Juillac | Brive-la-Gaillarde                               | Bassin de Brive                |
| 19189      | 19430 | Saint-Bonnet-les-Tours-de-Merle | 40                               | 5,94          | 7                | Argentat-sur-Dordogne Mercœur | Tulle                                            | Xaintrie Val’Dordogne          |
| 19190      | 19200 | Saint-Bonnet-près-Bort          | 188                              | 17,14         | 11               | Haute-Dordogne Bort-les-Orgues | Ussel                                            | Haute-Corrèze Communauté       |
| 19191      | 19600 | Saint-Cernin-de-Larche          | 678                              | 9,15          | 74               | Saint-Pantaléon-de-Larche Larche | Brive-la-Gaillarde                               | Bassin de Brive                |
| 19192      | 19380 | Saint-Chamant                   | 480                              | 14,05         | 34               | Argentat-sur-Dordogne | Tulle                                            | Xaintrie Val’Dordogne          |
| 19193      | 19220 | Saint-Cirgues-la-Loutre         | 179                              | 18,41         | 10               | Argentat-sur-Dordogne Saint-Privat | Tulle                                            | Xaintrie Val’Dordogne          |
| 19194      | 19700 | Saint-Clément                   | 1383                             | 26,56         | 52               | Seilhac-Monédières Seilhac | Tulle                                            | Tulle Agglo                    |
| 19195      | 19130 | Saint-Cyprien                   | 393                              | 7,86          | 50               | L’Yssandonnais Ayen | Brive-la-Gaillarde                               | Bassin de Brive                |
| 19196      | 19130 | Saint-Cyr-la-Roche              | 458                              | 8,24          | 56               | L’Yssandonnais Juillac | Brive-la-Gaillarde                               | Bassin de Brive                |
| 19202      | 19270 | Sainte-Féréole                  | 2060                             | 35,58         | 58               | Allassac Donzenac | Brive-la-Gaillarde                               | Bassin de Brive                |
| 19203      | 19490 | Sainte-Fortunade                | 1793                             | 38,31         | 47               | Sainte-Fortunade Tulle-Campagne-Sud | Tulle                                            | Tulle Agglo                    |
| 19198      | 19210 | Saint-Éloy-les-Tuileries        | 111                              | 9,13          | 12               | Uzerche Lubersac | Brive-la-Gaillarde                               | Pays de Saint-Yrieix           |
| 19219      | 19160 | Sainte-Marie-Lapanouze          | 60                               | 6,63          | 9                | Haute-Dordogne Neuvic | Ussel                                            | Haute-Corrèze Communauté       |
| 19199      | 19200 | Saint-Étienne-aux-Clos          | 245                              | 34,78         | 7                | Haute-Dordogne Ussel-Est | Ussel                                            | Haute-Corrèze Communauté       |
| 19200      | 19160 | Saint-Étienne-la-Geneste        | 87                               | 5,01          | 17               | Haute-Dordogne Neuvic | Ussel                                            | Haute-Corrèze Communauté       |
| 19201      | 19200 | Saint-Exupéry-les-Roches        | 592                              | 37,00         | 16               | Haute-Dordogne Ussel-Est | Ussel                                            | Haute-Corrèze Communauté       |
| 19204      | 19200 | Saint-Fréjoux                   | 263                              | 24,93         | 11               | Haute-Dordogne Ussel-Est | Ussel                                            | Haute-Corrèze Communauté       |
| 19205      | 19220 | Saint-Geniez-ô-Merle            | 91                               | 15,83         | 6                | Argentat-sur-Dordogne Saint-Privat | Tulle                                            | Xaintrie Val’Dordogne          |
| 19206      | 19290 | Saint-Germain-Lavolps           | 101                              | 21,89         | 5                | Plateau de Millevaches Sornac | Ussel                                            | Haute-Corrèze Communauté       |
| 19207      | 19330 | Saint-Germain-les-Vergnes       | 1149                             | 19,15         | 60               | Naves Tulle-Campagne-Nord | Tulle                                            | Tulle Agglo                    |
| 19208      | 19550 | Saint-Hilaire-Foissac           | 191                              | 36,92         | 5                | Égletons Lapleau | Ussel Tulle                                      | Ventadour-Égletons-Monédières  |
| 19209      | 19170 | Saint-Hilaire-les-Courbes       | 173                              | 36,36         | 5                | Seilhac-Monédières Treignac | Tulle                                            | Vézère-Monédières-Millesources |
| 19210      | 19160 | Saint-Hilaire-Luc               | 65                               | 10,84         | 6                | Haute-Dordogne Neuvic | Ussel                                            | Haute-Corrèze Communauté       |
| 19211      | 19560 | Saint-Hilaire-Peyroux           | 997                              | 18,89         | 53               | Naves Tulle-Campagne-Nord | Tulle                                            | Tulle Agglo                    |
| 19212      | 19400 | Saint-Hilaire-Taurieux          | 95                               | 8,61          | 11               | Argentat-sur-Dordogne | Tulle                                            | Xaintrie Val’Dordogne          |
| 19213      | 19700 | Saint-Jal                       | 599                              | 26,55         | 23               | Seilhac-Monédières Seilhac | Tulle                                            | Tulle Agglo                    |
| 19214      | 19220 | Saint-Julien-aux-Bois           | 435                              | 44,09         | 10               | Argentat-sur-Dordogne Saint-Privat | Tulle                                            | Xaintrie Val’Dordogne          |
| 19215      | 19430 | Saint-Julien-le-Pèlerin         | 116                              | 15,40         | 8                | Argentat-sur-Dordogne Mercœur | Tulle                                            | Xaintrie Val’Dordogne          |
| 19216      | 19210 | Saint-Julien-le-Vendômois       | 239                              | 23,29         | 10               | Uzerche Lubersac | Brive-la-Gaillarde                               | Pays de Lubersac-Pompadour     |
| 19217      | 19500 | Saint-Julien-Maumont            | 173                              | 6,21          | 28               | Midi Corrézien Meyssac | Brive-la-Gaillarde                               | Midi Corrézien                 |
| 19220      | 19150 | Saint-Martial-de-Gimel          | 485                              | 24,04         | 20               | Sainte-Fortunade Tulle-Campagne-Sud | Tulle                                            | Tulle Agglo                    |
| 19221      | 19400 | Saint-Martial-Entraygues        | 105                              | 7,39          | 14               | Argentat-sur-Dordogne | Tulle                                            | Xaintrie Val’Dordogne          |
| 19222      | 19320 | Saint-Martin-la-Méanne          | 345                              | 27,70         | 12               | Sainte-Fortunade La Roche-Canillac | Tulle                                            | Xaintrie Val’Dordogne          |
| 19225      | 19320 | Saint-Merd-de-Lapleau           | 193                              | 24,50         | 8                | Égletons Lapleau | Ussel Tulle                                      | Ventadour-Égletons-Monédières  |
| 19226      | 19170 | Saint-Merd-les-Oussines         | 109                              | 42,46         | 3                | Plateau de Millevaches Bugeat | Ussel                                            | Haute-Corrèze Communauté       |
| 19227      | 19330 | Saint-Mexant                    | 1331                             | 18,64         | 71               | Naves Tulle-Campagne-Nord | Tulle                                            | Tulle Agglo                    |
| 19228      | 19160 | Saint-Pantaléon-de-Lapleau      | 64                               | 8,46          | 8                | Haute-Dordogne Lapleau | Ussel Tulle                                      | Haute-Corrèze Communauté       |
| 19229      | 19600 | Saint-Pantaléon-de-Larche       | 5006                             | 23,47         | 213              | Saint-Pantaléon-de-Larche Larche | Brive-la-Gaillarde                               | Bassin de Brive                |
| 19234      | 19270 | Saint-Pardoux-l’Ortigier        | 486                              | 12,98         | 37               | Allassac Donzenac | Brive-la-Gaillarde                               | Bassin de Brive                |
| 19231      | 19320 | Saint-Pardoux-la-Croisille      | 175                              | 16,36         | 11               | Sainte-Fortunade La Roche-Canillac | Tulle                                            | Tulle Agglo                    |
| 19232      | 19200 | Saint-Pardoux-le-Neuf           | 81                               | 10,54         | 8                | Ussel Eygurande | Ussel                                            | Haute-Corrèze Communauté       |
| 19233      | 19200 | Saint-Pardoux-le-Vieux          | 293                              | 15,80         | 19               | Plateau de Millevaches Ussel-Ouest | Ussel                                            | Haute-Corrèze Communauté       |
| 19235      | 19150 | Saint-Paul                      | 237                              | 14,10         | 17               | Sainte-Fortunade La Roche-Canillac | Tulle                                            | Tulle Agglo                    |
| 19236      | 19800 | Saint-Priest-de-Gimel           | 479                              | 17,68         | 27               | Sainte-Fortunade Tulle-Campagne-Sud | Tulle                                            | Tulle Agglo                    |
| 19237      | 19220 | Saint-Privat                    | 1038                             | 32,85         | 32               | Argentat-sur-Dordogne Saint-Privat | Tulle                                            | Xaintrie Val’Dordogne          |
| 19238      | 19290 | Saint-Rémy                      | 236                              | 30,96         | 8                | Plateau de Millevaches Sornac | Ussel                                            | Haute-Corrèze Communauté       |
| 19239      | 19310 | Saint-Robert                    | 294                              | 6,08          | 48               | L’Yssandonnais Ayen | Brive-la-Gaillarde                               | Bassin de Brive                |
| 19240      | 19700 | Saint-Salvadour                 | 317                              | 19,47         | 16               | Seilhac-Monédières Seilhac | Tulle                                            | Tulle Agglo                    |
| 19241      | 19290 | Saint-Setiers                   | 266                              | 46,78         | 6                | Plateau de Millevaches Sornac | Ussel                                            | Haute-Corrèze Communauté       |
| 19242      | 19130 | Saint-Solve                     | 451                              | 5,84          | 77               | L’Yssandonnais Juillac | Brive-la-Gaillarde                               | Bassin de Brive                |
| 19243      | 19230 | Saint-Sornin-Lavolps            | 846                              | 15,36         | 55               | Uzerche Lubersac | Brive-la-Gaillarde                               | Pays de Lubersac-Pompadour     |
| 19244      | 19250 | Saint-Sulpice-les-Bois          | 78                               | 22,92         | 3                | Plateau de Millevaches Meymac | Ussel                                            | Haute-Corrèze Communauté       |
| 19245      | 19380 | Saint-Sylvain                   | 132                              | 7,49          | 18               | Argentat-sur-Dordogne | Tulle                                            | Xaintrie Val’Dordogne          |
| 19246      | 19240 | Saint-Viance                    | 1888                             | 16,23         | 116              | Allassac Donzenac | Brive-la-Gaillarde                               | Bassin de Brive                |
| 19247      | 19200 | Saint-Victour                   | 194                              | 14,79         | 13               | Haute-Dordogne Bort-les-Orgues | Ussel                                            | Haute-Corrèze Communauté       |
| 19249      | 19300 | Saint-Yrieix-le-Déjalat         | 329                              | 40,33         | 8                | Égletons | Ussel Tulle                                      | Ventadour-Égletons-Monédières  |
| 19250      | 19510 | Salon-la-Tour                   | 679                              | 43,01         | 16               | Uzerche | Tulle                                            | Pays d’Uzerche                 |
| 19251      | 19800 | Sarran                          | 274                              | 26,09         | 11               | Égletons Corrèze | Ussel Tulle                                      | Ventadour-Égletons-Monédières  |
| 19252      | 19110 | Sarroux-Saint Julien            | 867                              | 54,39         | 16               | Haute-Dordogne Bort-les-Orgues | Ussel                                            | Haute-Corrèze Communauté       |
| 19253      | 19310 | Segonzac                        | 201                              | 20,21         | 10               | L’Yssandonnais Ayen | Brive-la-Gaillarde                               | Bassin de Brive                |
| 19254      | 19230 | Ségur-le-Château                | 202                              | 9,48          | 21               | Uzerche Lubersac | Brive-la-Gaillarde                               | Pays de Saint-Yrieix           |
| 19255      | 19700 | Seilhac                         | 1814                             | 25,75         | 70               | Seilhac-Monédières Seilhac | Tulle                                            | Tulle Agglo                    |
| 19256      | 19160 | Sérandon                        | 344                              | 34,48         | 10               | Haute-Dordogne Neuvic | Ussel                                            | Haute-Corrèze Communauté       |
| 19257      | 19190 | Sérilhac                        | 273                              | 12,53         | 22               | Midi Corrézien Beynat | Brive-la-Gaillarde                               | Midi Corrézien                 |
| 19258      | 19220 | Servières-le-Château            | 568                              | 24,24         | 23               | Argentat-sur-Dordogne Saint-Privat | Tulle                                            | Xaintrie Val’Dordogne          |
| 19259      | 19430 | Sexcles                         | 229                              | 25,91         | 9                | Argentat-sur-Dordogne Mercœur | Tulle                                            | Xaintrie Val’Dordogne          |
| 19260      | 19120 | Sioniac                         | 237                              | 10,60         | 22               | Midi Corrézien Beaulieu-sur-Dordogne | Brive-la-Gaillarde                               | Midi Corrézien                 |
| 19261      | 19290 | Sornac                          | 773                              | 59,48         | 13               | Plateau de Millevaches Sornac | Ussel                                            | Haute-Corrèze Communauté       |
| 19262      | 19370 | Soudaine-Lavinadière            | 143                              | 21,86         | 7                | Seilhac-Monédières Treignac | Tulle                                            | Vézère-Monédières-Millesources |
| 19263      | 19300 | Soudeilles                      | 297                              | 20,39         | 15               | Plateau de Millevaches Meymac | Ussel                                            | Ventadour-Égletons-Monédières  |
| 19264      | 19550 | Soursac                         | 520                              | 42,80         | 12               | Égletons Lapleau | Ussel Tulle                                      | Haute-Corrèze Communauté       |
| 19265      | 19170 | Tarnac                          | 338                              | 67,46         | 5                | Plateau de Millevaches Bugeat | Tulle Ussel                                      | Vézère-Monédières-Millesources |
| 19266      | 19200 | Thalamy                         | 104                              | 11,84         | 9                | Haute-Dordogne Bort-les-Orgues | Ussel                                            | Haute-Corrèze Communauté       |
| 19268      | 19170 | Toy-Viam                        | 35                               | 9,93          | 4                | Plateau de Millevaches Bugeat | Tulle Ussel                                      | Vézère-Monédières-Millesources |
| 19269      | 19260 | Treignac                        | 1258                             | 36,73         | 34               | Seilhac-Monédières Treignac | Tulle                                            | Vézère-Monédières-Millesources |
| 19270      | 19230 | Troche                          | 541                              | 19,79         | 27               | Allassac Vigeois | Brive-la-Gaillarde                               | Pays de Lubersac-Pompadour     |
| 19271      | 19120 | Tudeils                         | 266                              | 9,55          | 28               | Midi Corrézien Beaulieu-sur-Dordogne | Brive-la-Gaillarde                               | Midi Corrézien                 |
| 19272      | 19000 | Tulle                           | 13.602                           | 24,44         | 557              | Tulle Tulle-Campagne-Nord Tulle-Campagne-Sud Tulle-Urbain-Nord Tulle-Urbain-Sud | Tulle                                            | Tulle Agglo                    |
| 19273      | 19500 | Turenne                         | 803                              | 28,03         | 29               | Saint-Pantaléon-de-Larche Meyssac | Brive-la-Gaillarde                               | Bassin de Brive                |
| 19274      | 19270 | Ussac                           | 4271                             | 24,63         | 173              | Malemort | Brive-la-Gaillarde                               | Bassin de Brive                |
| 19275      | 19200 | Ussel                           | 9174                             | 50,37         | 182              | Ussel Ussel-Est Ussel-Ouest | Ussel                                            | Haute-Corrèze Communauté       |
| 19276      | 19140 | Uzerche                         | 2806                             | 23,85         | 118              | Uzerche | Tulle                                            | Pays d’Uzerche                 |
| 19277      | 19200 | Valiergues                      | 151                              | 13,13         | 12               | Haute-Dordogne Ussel-Est | Ussel                                            | Haute-Corrèze Communauté       |
| 19278      | 19240 | Varetz                          | 2436                             | 20,38         | 120              | Malemort | Brive-la-Gaillarde                               | Bassin de Brive                |
| 19279      | 19130 | Vars-sur-Roseix                 | 409                              | 4,26          | 96               | L’Yssandonnais Ayen | Brive-la-Gaillarde                               | Bassin de Brive                |
| 19280      | 19120 | Végennes                        | 174                              | 10,11         | 17               | Midi Corrézien Beaulieu-sur-Dordogne | Brive-la-Gaillarde                               | Midi Corrézien                 |
| 19281      | 19260 | Veix                            | 74                               | 22,14         | 3                | Seilhac-Monédières Treignac | Tulle                                            | Vézère-Monédières-Millesources |
| 19283      | 19200 | Veyrières                       | 82                               | 4,10          | 20               | Haute-Dordogne Bort-les-Orgues | Ussel                                            | Haute-Corrèze Communauté       |
| 19284      | 19170 | Viam                            | 85                               | 29,99         | 3                | Plateau de Millevaches Bugeat | Tulle Ussel                                      | Vézère-Monédières-Millesources |
| 19285      | 19410 | Vigeois                         | 1295                             | 43,25         | 30               | Allassac Vigeois | Tulle Brive-la-Gaillarde                         | Pays d’Uzerche                 |
| 19286      | 19130 | Vignols                         | 529                              | 15,41         | 34               | L’Yssandonnais Juillac | Brive-la-Gaillarde                               | Bassin de Brive                |
| 19287      | 19800 | Vitrac-sur-Montane              | 239                              | 27,24         | 9                | Égletons Corrèze | Tulle                                            | Tulle Agglo                    |
| 19288      | 19130 | Voutezac                        | 1243                             | 22,38         | 56               | L’Yssandonnais Juillac | Brive-la-Gaillarde                               | Bassin de Brive                |
| 19289      | 19310 | Yssandon                        | 696                              | 20,17         | 35               | L’Yssandonnais Ayen | Brive-la-Gaillarde                               | Bassin de Brive                |

## Veränderungen im Gemeindebestand seit der landesweiten Neuordnung der Kantone

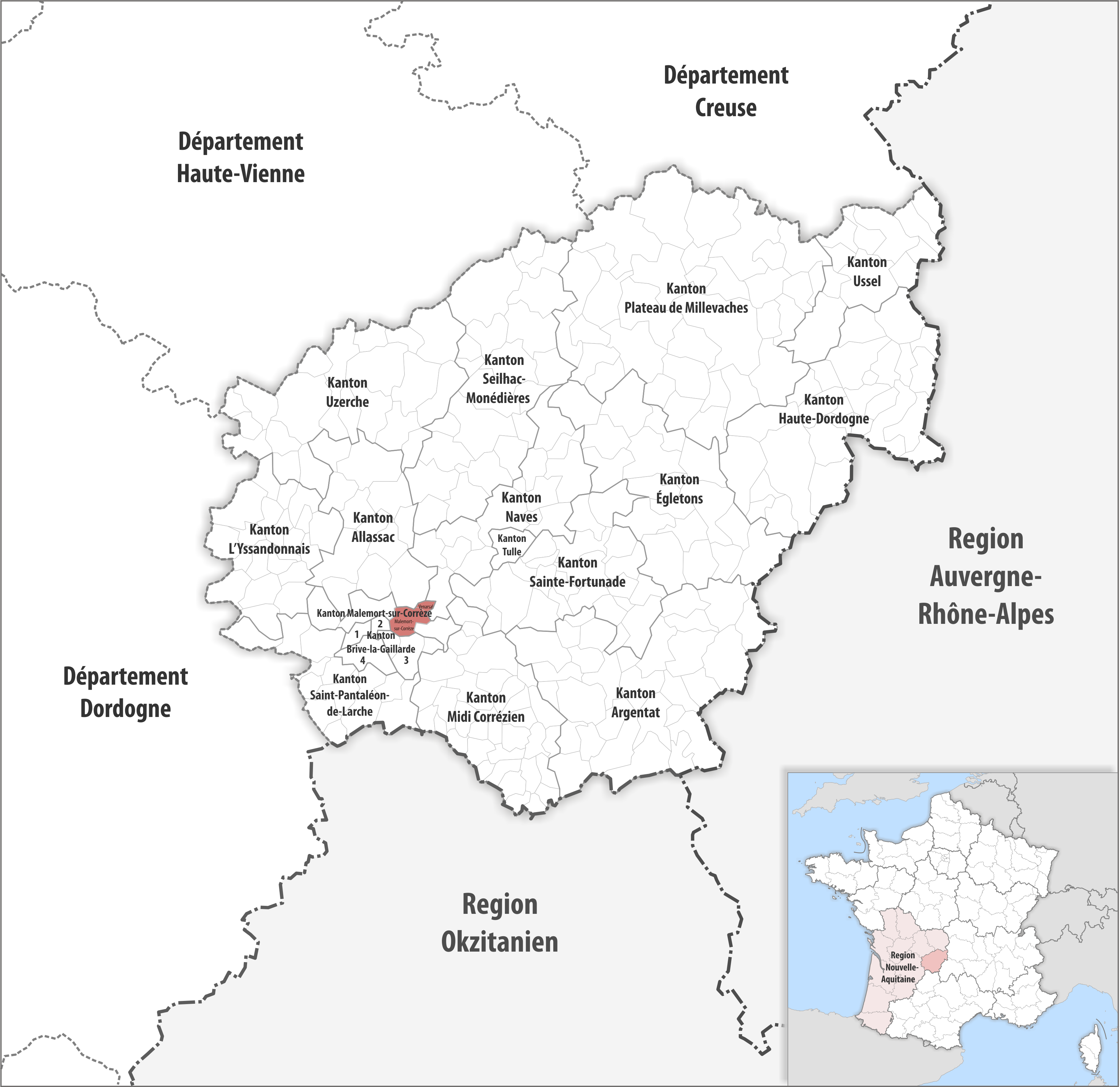
Gemeinden bis 2015
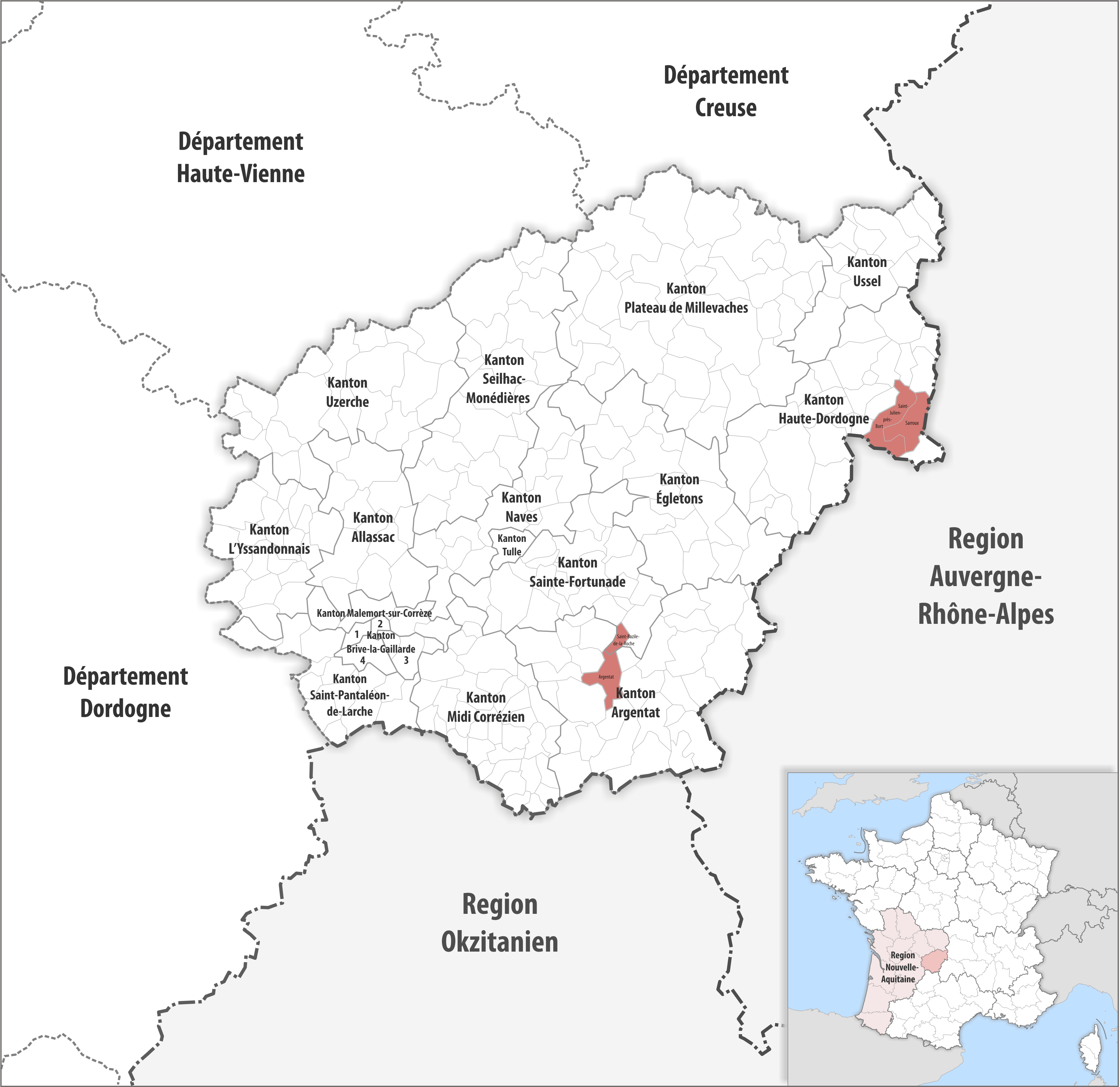
Gemeinden bis 2016
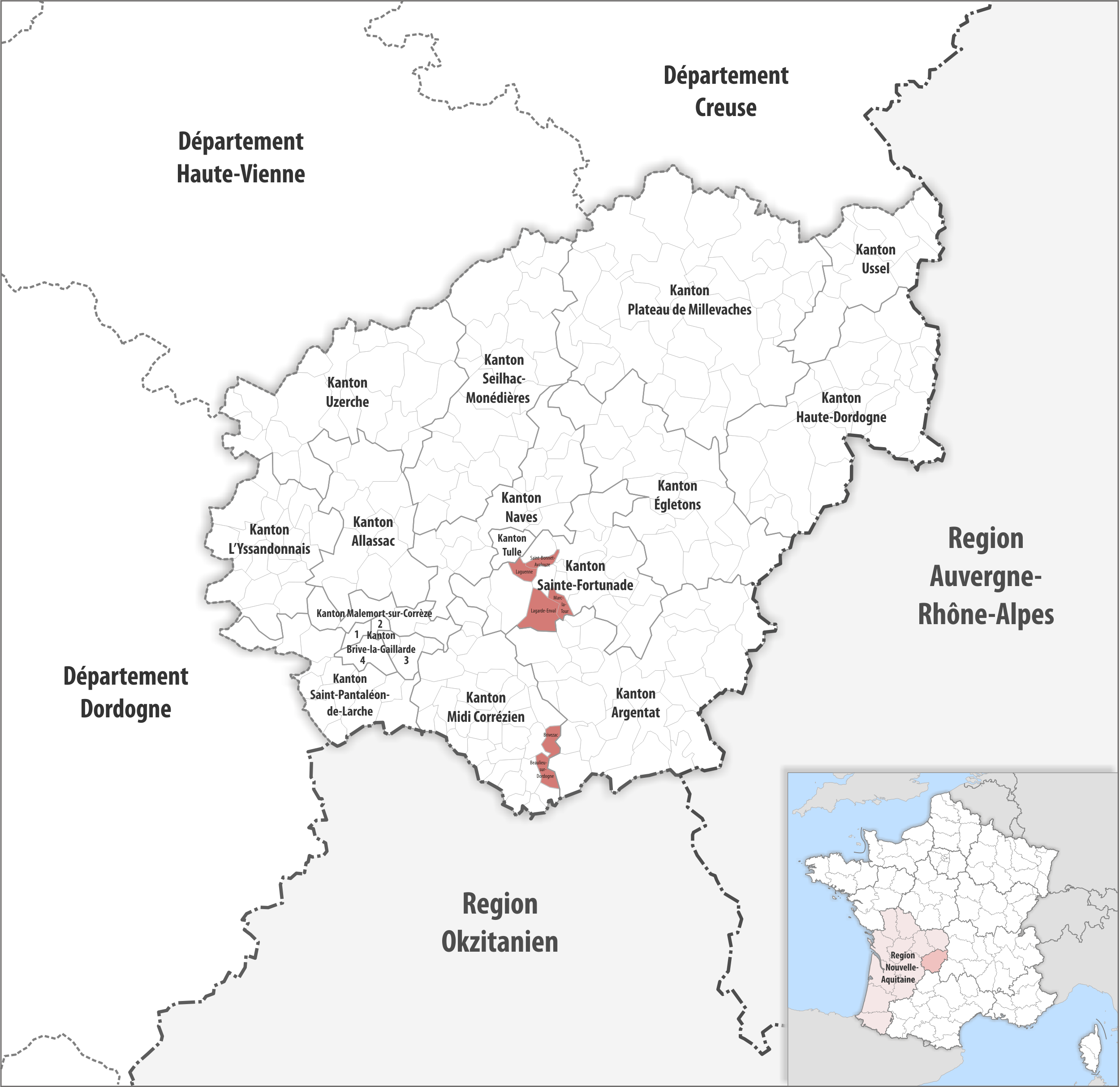
Gemeinden bis 2018
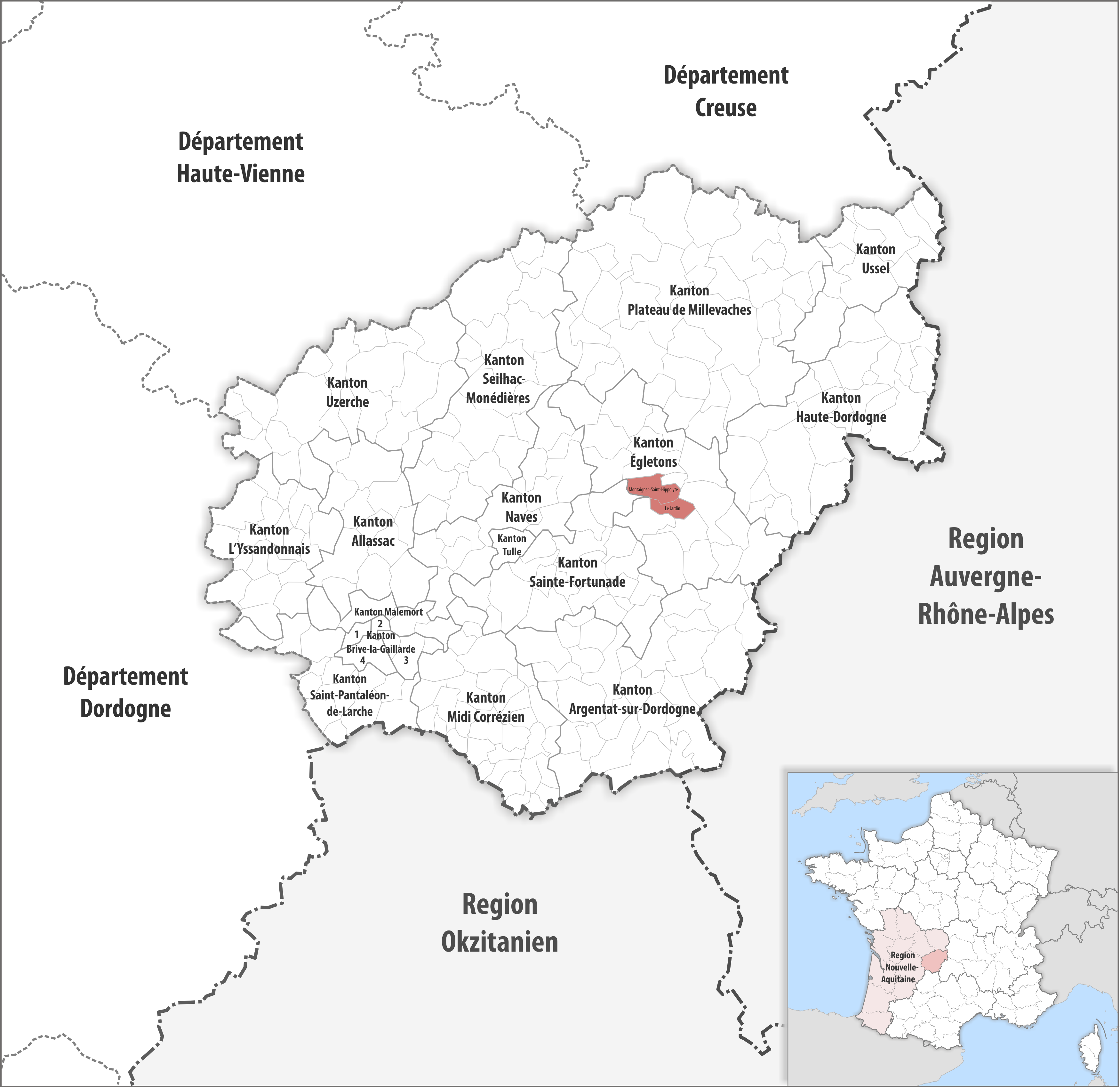
Gemeinden bis 2021
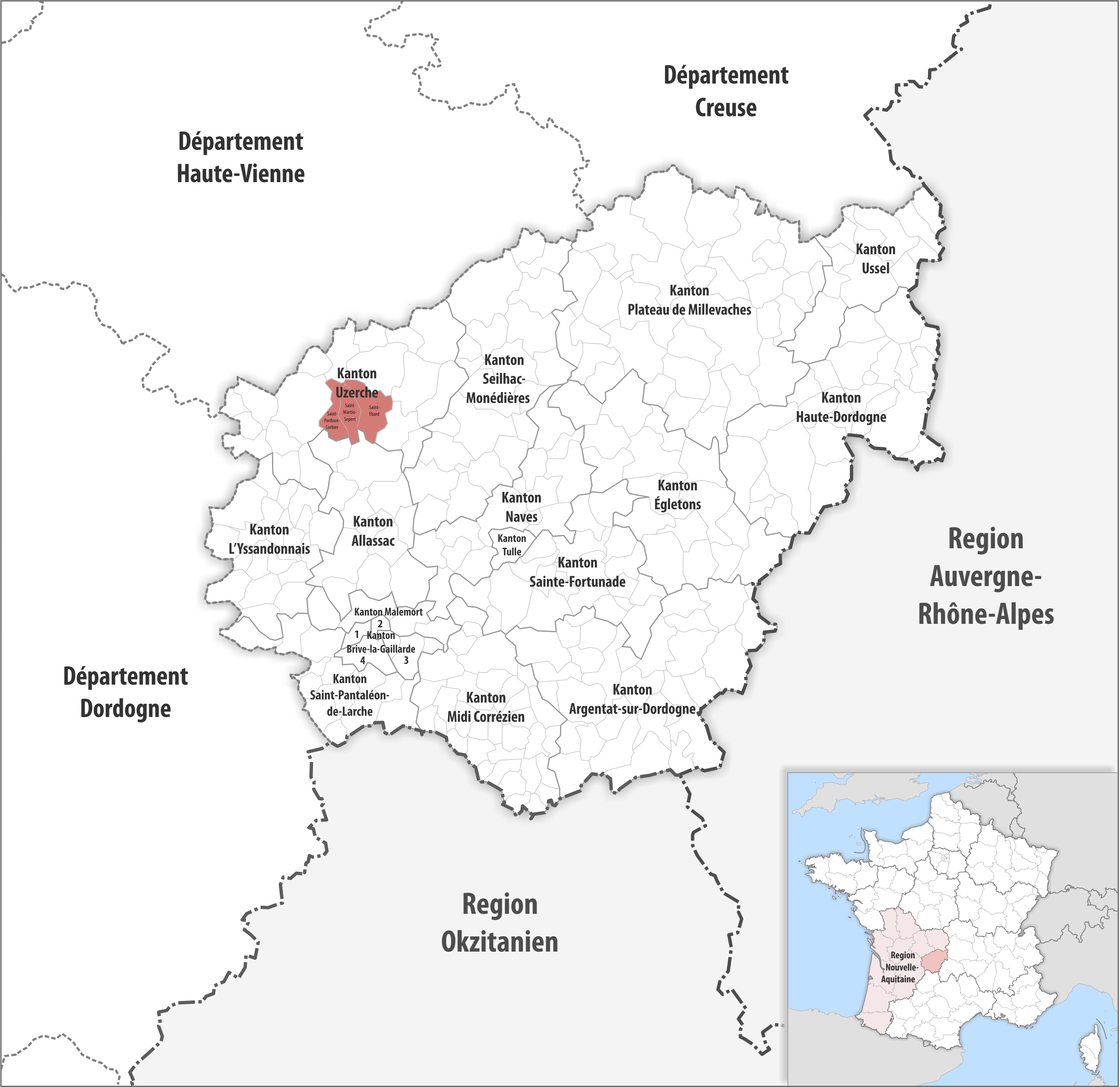
Gemeinden bis 2024

2025:
- Fusion Saint-Ybard, Saint-Martin-Sepert und Saint-Pardoux-Corbier → Les Trois-Saints

2022:
- Fusion Le Jardin und Montaignac-Saint-Hippolyte → Montaignac-sur-Doustre

2019:
- Fusion Beaulieu-sur-Dordogne und Brivezac → Beaulieu-sur-Dordogne
- Fusion Lagarde-Enval und Marc-la-Tour → Lagarde-Marc-la-Tour
- Fusion Laguenne und Saint-Bonnet-Avalouze → Laguenne-sur-Avalouze

2017:
- Fusion Argentat und Saint-Bazile-de-la-Roche → Argentat-sur-Dordogne
- Fusion Saint-Julien-près-Bort und Sarroux → Sarroux-Saint Julien

2016: 
- Fusion Malemort-sur-Corrèze und Venarsal → Malemort